# Balamut
Balamut (Баламут) è un film del 1978 diretto da Vladimir Abramovič Rogovoj.

## Trama
Il film racconta la crescita dei giovani, uno dei quali è il determinato e appassionato Pёtr Gorochov, che si chiama Balamut.